# 聖派屈克大教堂 (都柏林)
聖派屈克大教堂（英語：St. Patrick's Cathedral），全稱為都柏林聖派屈克國家大教堂暨協同教堂（The National Cathedral and Collegiate Church of Saint Patrick, Dublin），是愛爾蘭首都都柏林市兩座愛爾蘭聖公會（Church of Ireland）教堂之一。起造於1191年，採英格兰哥特式設計風格的聖派屈克大教堂雖然是都柏林境內最大的教堂，但因為都柏林的愛爾蘭教會大主教設座於另一座基督教會座堂（Christ Church Cathedral），因此一般來說聖派屈克並不被視為是都柏林的主教座堂。相對的，聖派屈克通常被視為是愛爾蘭的國家大教堂，統轄愛爾蘭國教會底下的12個教區之分會信眾。

## 歷史

### 在大教堂之前
雖然沒有明確的文獻記載，但根據傳統說法，約在450年前後愛爾蘭的守護聖者曾經在今日大教堂旁公園內的一個古井邊，替幾名新皈依的教徒施洗祝福過。為了紀念這件事，人們在這位置建造了一座木造教堂，但除了在文獻中經常被提到之外，古井的實際下落卻一直是個謎題。直到1901年時，古井的位置被重新尋獲，而用來掩蓋古井、一塊上頭刻有凯尔特十字的古老大理石板也被移至聖派屈克教堂中保管，而證實了傳說的真實性。當年的木造小教堂是都柏林境內四座克爾特教堂之一，被稱為島上聖派屈克教堂（St Patrick's in Insula），這起因於小教堂是被蓋在波多河（River Poddle，利菲河支流，今日已經成為地下河）兩個分支間的小島上。

### 學院教堂的建立
木造小教堂一直維持原本的模樣數百年，直到12世紀後半，英格蘭國王亨利二世率兵侵入愛爾蘭後，指派了約翰·柯明（John Comyn）擔任都柏林大主教，而引發愛爾蘭國教會的大改造與教堂的變化。柯明是都柏林第一個具有盎格魯-諾曼（Anglo-Norman）血統的大主教，由於諾曼人並不喜歡傳統的僧侶教團風格，他在1191年時將島上聖派屈克教堂升級成一座學院教堂（一種同時被當作宗教與學術研究中心的教堂體制），並將一些自己名下教區的稅收提撥給教堂的牧師作為經費。一封在同年由教皇雷定三世（Celestine III）頒佈的教皇詔令（Bull）確定了柯明的特許權。在今天的聖派屈克大教堂中，一般相信只有大教堂門口的洗禮所（baptistery）是沿用自當初這座學院教堂的建築結構。
雖然聖派屈克到底是在何時被擢升為大教堂（Cathedral）的等級，並沒有很精確的記載，但一般咸信約是在約翰·柯明任期尚未結束時，他的後繼者倫敦的亨利（Henry de Londres）同時被基督大教堂與聖派屈克大教堂所屬教區的分會選為主教，並獲得當時的教皇英諾森三世（Innocent III）承認。像這種一個城市同時擁有兩座同教派的大教堂的情況，可以說是史無前例的，一般認為，之所以會有這情況是因為改建升級後的聖派屈克大教堂原本是被利用要取代基督大教堂，成為都柏林的主教大教堂，但卻遭到基督大教堂方面的反對，而鬧出雙胞案。直到1870年，因為愛爾蘭國教會遭到廢除，聖派屈克大教堂轉變成愛爾蘭的國家大教堂，在這裡來自愛爾蘭境內所有教區的代表齊聚，而基督大教堂則變成都柏林、格倫達洛（Glendalough）與基爾代爾（Kildare）等市鎮所組成的聯合教區之大教堂。其中，基爾代爾在1976年時轉劃歸到米斯郡（Meath）的管轄之下而不再屬於聖派屈克的教區。

### 今日的大教堂之起建
1212年時倫敦的亨利接替約翰·柯明成為都柏林大主教，他是英王約翰的摯友，也是負責修築都柏林城堡與城牆的責任人之一，並且曾參與簽署1215年的大憲章（Magna Carta）。亨利針對大教堂原本的教士組織進行許多改變，設制教長室（office of dean）、領唱人室（office of precentor）、審判長室（office of chancellor）與司庫室（ofiice of treasurer）等單位，並且由教團的成員拔擢擔任。歷任教堂的校長都是由教士投票推舉產生，一直到今日為止，這些教團仍然握有這樣的權力。
在接下了都柏林大主教的職務後，亨利開始受命重新修築改建聖派屈克大教堂，一紙在1225年由亨利三世（Henry III）頒佈的召書准許亨利旗下的傳教士們在愛爾蘭全國各地旅行以籌募捐獻作為教堂建設費用。新教堂整個英國哥德風格的風貌，是花了約30年的光陰才完成的。1254年時，大教堂被重新配屬到亨利的後繼者、路克大主教（Archbishop Luke）麾下，而聖母禮拜堂（Lady Chapel）則是在1270年時，由福爾克·德·桑德佛大主教（Archbishop Fulk de Saundford）增設。教堂原本的高塔與部分中艙（Nave）西側的結構曾因一場發生於1362年的大火而損毀，但1362年到1370年間在後繼的米諾特大主教（Archbishop Minot）任內又被修建復原。

### 動盪與復興
在16世紀時，因為英格蘭的政治局勢動盪不安，連聖派屈克大教堂也受到波及。1537年，在教會改革派的湯馬斯·克倫威爾（Thomas Cromwell）之命令下，唱詩班席壁龕中的所有聖人塑像全被摧毀。而大教堂的所有收入、地產與所有物則全遭到亨利八世與他的行政官充公，當時的教長愛德華·巴塞內（Edward Bassenet）則囚禁了所有教團成員，直到他們同意移交教堂資產為止。
1544年時教堂中艙的屋頂塌陷，讓原本已經堪慮的保存狀態又更加惡化了些。1547年在牧師廳（Vicar's Hall）開起了大學預科學校（Grammar School），聖葬殿（Palace of St. Sepulchre）被代理領主霸佔，而小正典廳（Minor Canon's Hall）則變成一個救濟院。當時英格蘭與愛爾蘭的君主、信仰新教的愛德華六世將其位階降級為一般的牧區教堂（parish church），並將教堂的部分建築移作法院使用。1549年時，愛德華六世命令聖派屈克教堂的牆壁全都需要重新粉刷，並在上面抄寫聖經的內容章節。1553年時信奉天主教的瑪莉繼承愛爾蘭的王位，力主恢復聖派屈克作為一天主教大教堂的地位，1555年時一紙來自她與其夫君腓力的特許狀恢復了大教堂的特權，建物結構的修復也開始，而都柏林的第一個「公共時鐘」則是在1560年時，被安置在聖派屈克尖塔（St. Patrick's Steeple）上。
1559年，信奉新教的新女王伊莉莎白繼位，又將聖派屈克大教堂自宗教信仰的光譜上，由天主教拉往新教那頭。她上任後的第一年，頒佈公禱書（Book of Common Prayer）成為聖公會統一的祈禱用書，而聖派屈克大教堂也脫離不了這樣的影響。

### 雨格諾教派的客居
在16世紀到17世紀之間，法國的新教信仰者——雨格諾派（Huguenots）——由於信仰差異的緣故在法國本土遭到嚴重的打壓，遭放逐流浪到歐洲其他地區的新教信仰地區。其中，愛爾蘭是他們非常重要的一個聚居點，勢力強大到足以在本地的經濟上形成相當程度的影響力。例如，以聖派屈克大教堂為中心的周圍地帶就吸引了很多從事絲綢生意的雨格諾教徒。然而，雨格諾教徒們雖然找到了一個在宗教或政治上可以庇佑他們的客居地，但卻缺乏一個能用法文講道的場所，為此歐蒙德伯爵（Earl of Ormonde）與愛爾蘭總督連署向都柏林大主教請願，希望教會方面能提供一個適當的場所，而教會方面則建議可以使用聖派屈克大教堂。1666年大教堂牧師與教會將聖母禮拜堂提供給雨格諾教徒使用，而成為後來的聖派屈克法國教堂（L'Église Française de St Patrick）。這紙租約最早簽署於1665年12月23日，並在之後續約多次，直到1816年時才終止，因為到了19世紀時雨格諾教徒幾乎已經完全融入愛爾蘭的群眾中，使得特別以法語講道的必要性淡薄了。

### 強納森·綏夫特
在聖派屈克大教堂歷任的大教堂牧師（Dean）中，強納森·綏夫特（Jonathan Swift）應該是最為人所熟知也是最被推崇的一位。這不只是因為他因為撰寫了小說《格列佛遊記》（Gulliver's Travels，1726年），是非常知名的愛爾蘭作家，而是因為綏夫特在他管理大教堂的任內，進行了許多教務上的改革並與善行。綏夫特在1694年時被吸收進入愛爾蘭國教會的神職管理體系，他的第一個教區是安特理姆郡（County of Antrim）的奇魯特（Kilroot）。雖然他一直很希望能夠得到主教職務，但由於他太過敢言的態度不投教會的喜好，最後反而是獲授聖派屈克大教堂的大教堂牧師職務，在1713年到1745年間任此職位長達三十餘年。
身為大教堂的大教堂牧師，綏夫特無論是在宗教職務方面或是建物的維護上都顯示出非常負責任的態度。他幾乎日日親恭教堂，並且建立每個星期日舉行聖餐崇拜（Eucharist）的傳統，是都柏林的諸多教堂中唯一做到這點的。在他任內修復了許多教堂中的紀念物，也對外面的民眾奉獻善心，例如他曾替無法自立耕生的老婦人設了一個收容所。綏夫特逝世於1745年10月19日，享年78歲，身後葬於聖派屈克大教堂內，今日我們仍可在教堂內看到他的墓碑與墓誌銘。

### 聖派屈克騎士團
「最輝煌的聖派屈克騎士團」（The Most Illustrious Order of St Patrick）是喬治三世在1783年時，為了表揚對愛爾蘭較有影響力的貴族而設立的榮譽制度，其重要性可與英格蘭的「最尊貴的嘉德騎士團」（Most Noble Order of the Garter）與蘇格蘭的「最古老與最尊貴的薊花騎士團」（Most Ancient and Most Noble Order of the Thistle）相提並論。當時的愛爾蘭總督（Lord Lieutenant）喬治·紐堅-坦柏-格蘭維爾（George Nugent-Temple-Grenville，稍後被封為第一代白金漢侯爵）是該騎士團第一任的團長（Grand Master），而聖派屈克大教堂的教長則擔任書記長（Registrar）。該騎士團以聖派屈克大教堂作為騎士團禮拜堂，而都柏林城堡中的大會廳（今日稱為聖派屈克廳，St. Patrick's Hall）則是昔日騎士們就任時用的會議堂與聖派屈克節時舉行宴會的場地。該騎士團第一次的冊封典禮是在1783年3月17日於大教堂中舉行，而其最後一次的慶祝會則是在1868年時舉行。自從愛爾蘭國教會於1871年時解散之後，該騎士團就已與大教堂脫離關係，而在愛爾蘭獨立後，聖派屈克勳章也跟著停止頒發了。

### 傾圮與修復
隨著時間的過去，聖派屈克大教堂在17世紀之前的幾百年間逐漸傾圮，因此到了17世紀初時，聖母禮拜堂已經接近荒廢的狀態，唱詩班席的東端則被用木條與刻了十誡經文的石膏牆給封了起來，且大教堂也經常性地遇到洪水侵襲。在17世紀中期，聖派屈克大教堂內增建了許多觀眾席，以便能容納得下更大型的聚會。在1660年之後由於英國的王權恢復，教堂的修復工作終於動了起來。1668年，有崩塌之虞的屋頂被拆下，並在1671年時整修完畢，而整個詩班席則是在1680年時翻新，並且將席頂加上。
然而，在接下來的百年間，大教堂又繼續地因失修而狀況劣化，到1792年時教堂的宗教服務甚至被迫得中斷一陣子，以免狀況非常糟的南邊牆面與中艙屋頂造成危險，其中，南面牆甚至已經傾斜到離正常的垂直位置兩呎程度，搖搖欲墜。在一份於1805年時建築師寫下的診斷書中指出，大教堂不只是在南面牆部分損毀嚴重，其北袖廳已經幾近荒廢，南袖廳也岌岌可危。在這段期間唯一堪稱有在進行的補救，就是利用鷹架將中艙屋頂撐住以免它垮掉。
1843年到1864年間擔任大教堂牧師的帕肯漢（Dean Pakenham）是長久以來第一個嘗試要徹底修繕教堂的人，然而因為當時發生了飢荒，教會缺乏足夠的經費繼續，而使得修繕工作無疾而終。在這段期間他修復了聖母禮拜堂，並且完成了一些可以暫時讓大教堂繼續苟延殘喘免於崩塌的工程。在這段其間，人們意外在聖保羅禮拜堂（St. Paul's Chapel）發現了中世紀時鋪設的地磚，也就是今日被保存在洗禮所裡的那些歷史遺跡。

### 健力士家族
1860年，在當時的都柏林市長、班傑明·李·健力士爵士（Sir Benjamin Lee Guinness）之主導與資助下，聖派屈克大教堂進行了一次前所未有的大翻修。在這段期間，健力士爵士重建了教堂的南面牆，加建了南廊，並將西側的大窗改成早期英國風格的三扇式窗。一些阻隔了教堂內部空間的格板與內壁也在這段期間內被拆除，營造出一個更開闊、完整的空間。在施工期間暫時封閉的教堂在1865年2月24日聖馬提亞節（St Matthias Day）重新開放，當天大教堂冠蓋雲集，包括都柏林大主教與愛爾蘭總督全都出席慶典。
班傑明·健力士過世後，他的兒子阿德朗（Lord Ardilaun）與艾維格（Lord Iveagh）繼承父願繼續教堂的修繕。我們可以說，今日聖派屈克大教堂之所以可以維持目前的樣貌，大部分都得歸功於當年健力士家族的努力與貢獻。

### 近代
1937年愛爾蘭頒佈新憲法，設置愛爾蘭總統辦公室，當時首任的總統道格拉斯·海德（Douglas Hyde）就是在聖派屈克大教堂進行他的就職儀式。1949年時海德去世，其葬禮也是同樣在聖派屈克舉行，不過根據當時羅馬天主教會的規定，所有天主教徒皆不允許參加新教的儀式，因此當時大部分信仰天主教的政府成員在儀式的過程中，都是等候在教堂外直到儀式結束。
1909年時，聖派屈克大教堂加裝了電力線路，正式進入現代化的電氣時代。但諷刺的是就如同水能載舟也能覆舟，方便的新科技也可能會帶來災難：1940年3月22日週五早上大教堂的詩班席發生大火，據信起火的原因是因為老鼠咬破電線造成短路，從教長席附近竄起火苗。大火燒毀了一些詩班席的席位，也燒毀了很有歷史意義、屬於聖派屈克騎士團所擁有的部分旗幟，以及一些被放在詩班席背面大櫥櫃中、屬於18世紀時的音樂手稿。教堂的管風琴也在大火中些微受損。

## 埋葬於大教堂中的名人
- 厄斯金·柴德斯（Erskine Childers，愛爾蘭總統）
- 約翰·柯倫（John Curran，律師）
- 亨利·理查·道森（Henry Richard Dawson，大教堂牧師）
- 喬治·紐堅-坦柏-格蘭維爾（George Nugent-Temple-Grenville，第一代白金漢侯爵，聖派屈克騎士團首任團長）
- 特洛·奥卡罗兰（Turlough O'Carolan，愛爾蘭豎琴家，詩人）
- 詹姆斯·韋西迪（James Whiteside，律師）
- 山謬·拉夫爾（Samuel Lover，詩人，作家）
- 福爾克·德·桑德佛大主教（Archbishop Fulk de Saundford，都柏林大主教）
- 菲德利希·賀曼·馮·申貝爾克（Friedrich Hermann von Schönberg，申貝爾克公爵，普魯士陸軍特級上將）
- 麥可·崔格利（Michael Tregury，都柏林大主教，文學家）
- 艾利·布耶賀（Elie Bouhéreau，文學家，雨格諾教徒）
- 納西索斯·馬許（Narcissus Marsh，都柏林大主教）
- 理查·惠特里（Richard Whately，都柏林大主教）
- 道格拉斯·海德（Douglas Hyde，愛爾蘭首任總統）
- 強納森·綏夫特（Jonathan Swift，作家，大教堂牧師）
- 愛絲特·瓊森（Esther Johnson，綏夫特紅粉知己，《格列佛遊記》中角色「史黛拉」（Stella）的雛形）

## 外部連結
- 聖派屈克大教堂官方網站（页面存档备份，存于）